# دار بدر (حريضة)
'

تعديل مصدري - تعديل

دار بدر هي إحدى قرى عزلة حريضة بمديرية حريضة التابعة لمحافظة حضرموت، بلغ تعداد سكانها 14 نسمة حسب تعداد اليمن لعام 2004.